# Zabivaka
Zabivaka (rus. Забива́ка, hrv. Zabijač golova), naziv za službenu maskotu Svjetskog prvenstva u nogometu 2018. koje se održava u Ruskoj Federaciji. Maskota je službeno predstavljena 21. listopada 2016., prikazujući antropomorfnog vuka, sa smeđim i bijelim krznom, bijelo-plavom majicom s natpisom "RUSSIA 2018" (hrv. RUSIJA 2018.), crvenim hlačicama i narančastim sportskim naočalama. Kombinacija plavo-bijele majice i crvenih hlačica predstavlja nacionalne boje Rusije.
Dizajner maskote je studentica Jekaterina Bočarova, a njen prijedlog je izabran putem internetskih izbora.

## Izbori
Rezultati izbora bili su objavljeni 22. listopada 2016. godine u emisiji Večernji Urgant na prvom kanalu Ruske televizije. Vuk po imenu Zabivaka osvojio je 53 % glasova, čime se našao na listi ispred Tigra (27 %), dok je Mačka bila na trećem mjestu s 20 % glasova. Više od milijun ljudi je sudjelovalo u glasovanju koje je održano tijekom rujna 2016. godine na FIFA-platformama, kao i tijekom živog prijenosa spomenute emisije gdje su rezultati kreativnog natječaja bili objavljeni.

## Vanjske poveznice
- Zabivaka na stranici FIFA-e  Arhivirana inačica izvorne stranice od 25. lipnja 2018. (Wayback Machine)